# Premka
Premka (makedonska: Премка) är en ort i Nordmakedonien. Den ligger i kommunen Kičevo, i den västra delen av landet, 60 kilometer sydväst om huvudstaden Skopje. Premka ligger 762 meter över havet och antalet invånare är 179.